# Deserta bipunctata
Deserta bipunctata är en insektsart som först beskrevs av Ball 1909.  Deserta bipunctata ingår i släktet Deserta och familjen Dictyopharidae. Inga underarter finns listade i Catalogue of Life.